# Mährisches Gewerbemuseum
Das Mährische Gewerbemuseum (Mährische Gewerbe-Museum) ist ein Museum für Kunstgewerbe in Brünn. Als eigenständiges Museum bestand es von 1873 bis 1949, heute ist es ein Teil der Moravská galerie (Mährische Galerie).

## Geschichte
Das Museum wurde 1873 vom Mährischen Gewerbeverein gegründet und zunächst in dessen Räumen untergebracht, die Eröffnung fand am 2. Dezember 1873 statt. Es zählt zu den ältesten Kunstgewerbemuseen in der k.u.k. Monarchie, das Österreichische Museums für Kunst und Industrie in Wien wurde 1863 gegründet, das Ungarische Museum für Kunstgewerbe in Budapest 1872, das Kunstgewerbemuseum in Prag erst 1885. Erste Erwerbungen wurden auf der Wiener Weltausstellung 1873  vorgenommen. Nach Plänen des Architekten und Vorsitzenden des Gewerbevereins Johann Georg von Schoen wurde ab 1881 für das Museum ein Gebäude im Neorenaissance-Stil errichtet und 1883 eröffnet. 1888 wurde das Gebäude bereits nach Plänen von August Prokop erweitert, 1912 fand ein Umbau des Inneren statt.
Das Museum wechselte mehrfach seinen Namen:
- 1873–1907: Mährisches Gewerbemuseum (Mährisches Gewerbe-Museum)
- 1907–1919: Erzherzog-Rainer-Museum für Kunst und Gewerbe
- 1919–1949: Moravské uměleckoprůmyslové museum (Mährisches Museum für Kunsthandwerk)
- 1949–1959: Státní uměleckoprůmyslové muzeum, pobočka v Brně (Staatliches Museum für Kunsthandwerk, Zweigstelle Brünn), zusammen mit dem Kunstgewerbemuseum in Prag
- 1959–1961: Teil der Nationalgalerie (Národní galerie) in Prag
- seit 1961 gehört es zur Moravské galerie v Brně

Direktoren
- 1874–1883: Johann Georg von Schoen
- 1883–1893: August Prokop
- 1893–1922: Julius Leisching
- 1922–1923: Carl Schirek
- 1923–1938 Stanislav Sochor
- 1938–1940: Václav Richter
- 1940–1945: Rudolf Leger
- 1945–1948: Václav Richter

Kustoden
- 1874–1882: Heinrich Frauberger
- 1881: Anton Gruschka
- 1882–1883: Anton Kisa
- 1884–1922: Carl Schirek